# Besim Leka
Besim Leka (sinh 17 tháng 10 năm 1994) là một cầu thủ bóng đá Albania. Anh thi đấu ở vị trí hậu vệ cho câu lạc bộ Besa Kavajë ở Giải bóng đá hạng nhất quốc gia Albania.